# Chūō-ku (Fukuoka)
Chūō-ku (中央区 Chūō-ku?) es uno de los siete barrios de la ciudad de Fukuoka, Japón. Hasta el 1 de mayo de 2011 tenía una población estimada de 181.534 habitantes y una densidad de 11,970 personas por kilómetro cuadrado. La superficie total del barrio es de 15,16 km².
Incluye Tenjin y Daimyo que están entre las áreas del centro de la ciudad más grandes en Kyushu, Nagahama que es conocido por la comercialización de peces, y el parque Ohori.